# Silvertjärnarna (Kalls socken, Jämtland, 707292-134726)
Silvertjärnarna är en sjö i Åre kommun i Jämtland och ingår i Indalsälvens huvudavrinningsområde.